# Chr.J. van Geel

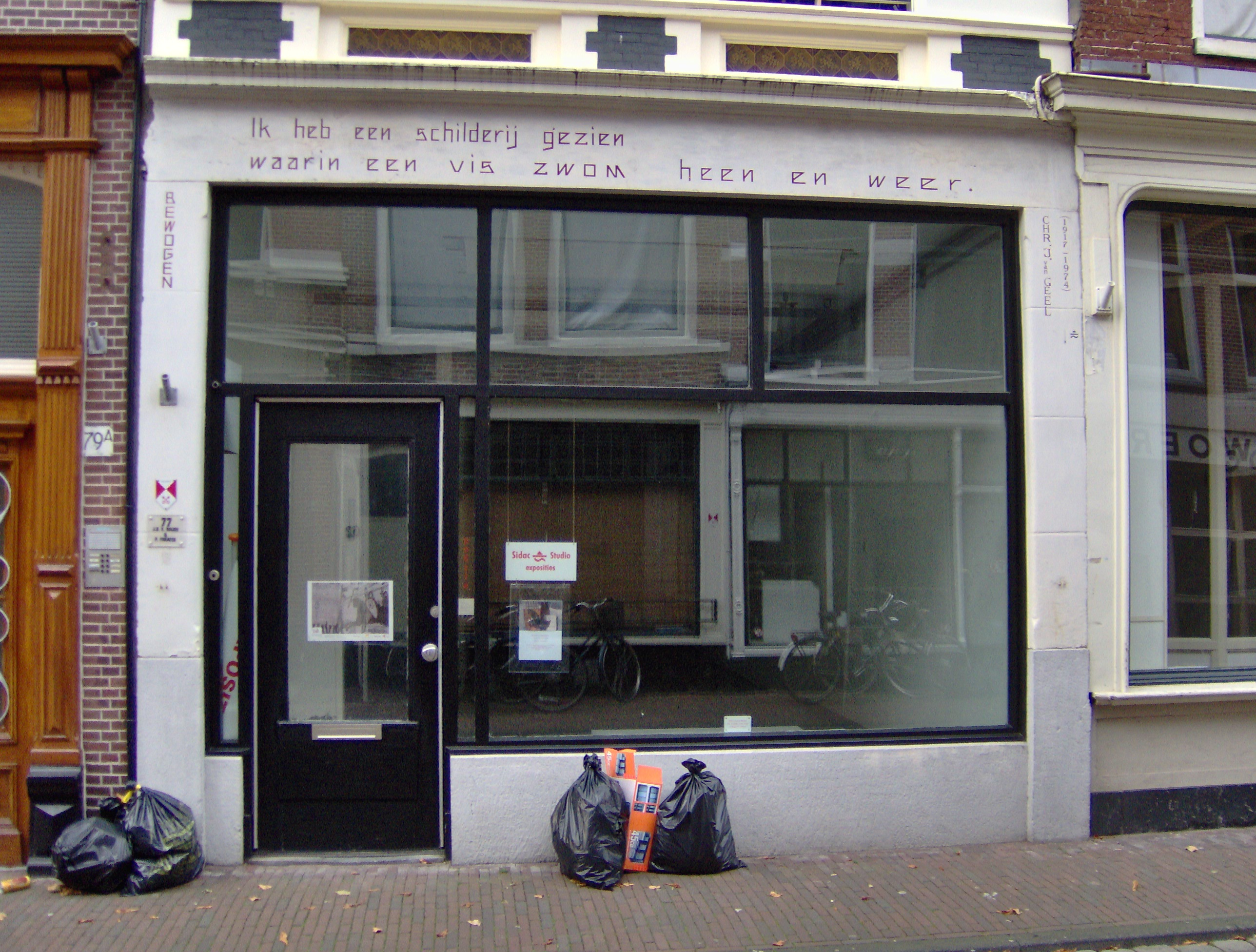
Van Geels gedicht Bewogen op een voorgevel in Leiden

Christiaan Johannes van Geel (Amsterdam, 12 september 1917 – aldaar, 8 maart 1974) was een Nederlandse dichter en tekenaar. Hij is de zoon van tekenaar Chris van Geel (1891-1969) en Dien Marsman.
Hoewel Chr.J. van Geel tegenwoordig bekendstaat als dichter, is hij van oorsprong beeldend kunstenaar. In 1961 had hij in het Stedelijk Museum een tentoonstelling.
In de oorlogsjaren leverde hij bijdragen aan het baldadige en surrealistische maandblad met een oplage van één exemplaar De Schone Zakdoek. Pas in 1958, dus op 40-jarige leeftijd, verscheen zijn eerste bundel, Spinroc en andere verzen, waarin "Spinroc" de omkering is van de achternaam van zijn echtgenote, Thérèse Cornips. Zijn werk wordt tot het beste van de naoorlogse poëzie gerekend. Van Geel was een bevlogen redactielid van het tijdschrift Barbarber.
Ik ben in beesten opgesomd
om weerklank die op vleugels gaat.
Geen rust is ooit geheel voltooid
dan die niet afziet van de vlucht.
uit: Vluchtige verhuizing
Tot begin jaren zestig was Van Geel gehuwd met de later als Proust-vertaalster bekend geworden Thérèse Cornips (1926-2016). Later woonde hij samen met de dichteres Elly de Waard (1940).
In 2009 werd in Museum Kranenburgh te Bergen een overzichtstentoonstelling van het werk van Chr.J. van Geel gehouden.

## Bibliografie

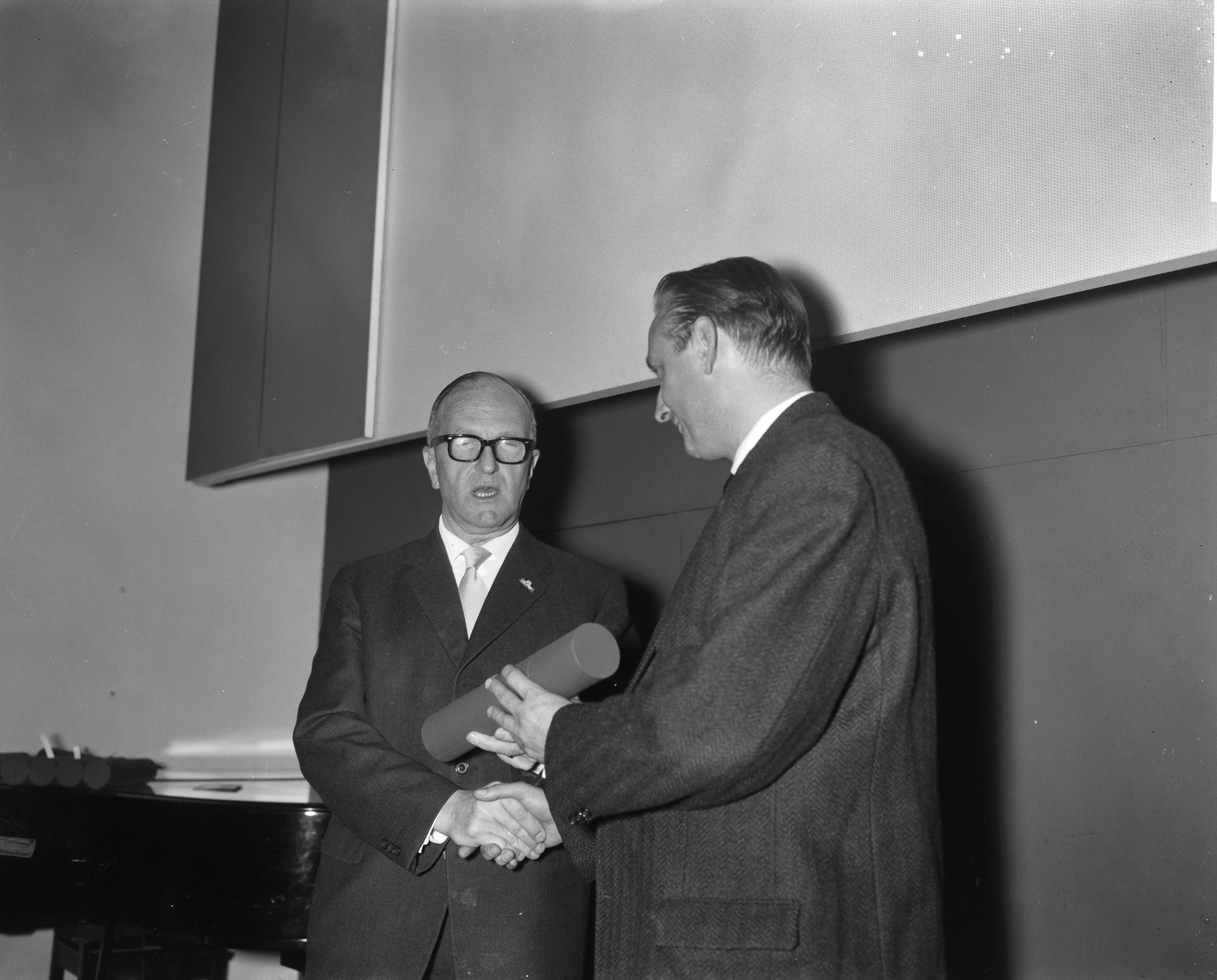
Van Geel ontvangt poëzieprijs Gemeente Amsterdam (1960)